# Pomnik Elizy Orzeszkowej w Warszawie (park Praski)
Pomnik Elizy Orzeszkowej – pomnik upamiętniający Elizę Orzeszkową autorstwa Henryka Kuny, znajdujący się w parku Praskim Żołnierzy 1 Armii Wojska Polskiego w  Warszawie.

## Opis
Pomnik został wykonany w 1908 roku, gdy Henryk Kuna gościł u Elizy Orzeszkowej w Grodnie. W ceremonii odsłonięcia 30 października 1938 roku wziął udział m.in. prezydent Warszawy Stefan Starzyński oraz osoby reprezentujące środowiska twórcze i feministyczne. Pomnik wysokości 2,5 m wykonany jest z brązu i granitu. 
Na pomniku znajduje się napis: Eliza Orzeszkowa. 6.6.1841 – 18.5.1910 „Społeczność ludzka trwa tylko przez sprawiedliwość - wierzę, że nienawiści umilkną”.
Jest jednym z niewielu warszawskich pomników, który nie został zniszczony podczas II wojny światowej. Odnowiono go w 2003 roku, w 65. rocznicę odsłonięcia.
Jest jednym z dwóch warszawskich pomników pisarki (drugi znajduje się w parku Na Książęcem).